# DDR-Skimeisterschaften 1970
Die 22. DDR-Skimeisterschaften fanden vom 5. bis zum 8. Februar 1970 im thüringischen Brotterode statt. In neun Entscheidungen der Nordischen Skidisziplinen Langlauf, Skispringen und Nordische Kombination, davon zwei Mannschaftswettbewerben, gingen 162 Athleten an den Start. Die Meisterschaften galten als Generalprobe für die eine Woche später beginnenden Nordischen Skiweltmeisterschaften im tschechoslowakischen Štrbské Pleso. Bereits am 11. Januar 1970 war der Meister über die 50 km der Männer in Neuhausen gekürt worden.

## Langlauf

### Männer

#### 15 km
Seinen zehnten Meistertitel konnte Gerhard Grimmer über die kurze Distanz bei den Männern verbuchen. In nahezu lockerer Weise dominierte er das Rennen, welches bei guten äußeren Bedingungen stattfand, und verwies Gert-Dietmar Klause mit über einer Minute Vorsprung auf den Silberrang. Für den Klingenthaler lief das Rennen trotz Sturz und großer Kraftanstrengung diesmal wesentlich besser als noch über die 30 km.
Datum: Sonnabend, 7. Februar 1970
| Platz | Sportler            | Mannschaft                | Zeit (h) |
| ----- | ------------------- | ------------------------- | -------- |
| 1     | Gerhard Grimmer     | ASK Vorwärts Oberhof      | 46:30    |
| 2     | Gert-Dietmar Klause | SC Dynamo Klingenthal     | 47:42    |
| 3     | Axel Lesser         | ASK Vorwärts Oberhof      | 48:01    |
| 4     | Gerd Heßler         | SC Dynamo Klingenthal     | 48:57    |
| 5     | Steffen Schulze     | SC Dynamo Klingenthal     | 49:25    |
| 6     | Dieter Meinel       | SC Dynamo Klingenthal     | 49:30    |
| 6     | Joachim Kretschmar  | SC Traktor Oberwiesenthal | 49:30    |

#### 30 km
Bei Temperaturen um die Null Grad bestätigte Gerhard Grimmer seine gute Form und gewann überlegen den Auftaktwettbewerb. Schon nach zehn Kilometern hatte er Titelverteidiger Gert-Dietmar Klause um 50 Sekunden auf Distanz gebracht. Klause, zusätzlich noch durch einen Sturz behindert, konnte ob seiner glatten Ski nicht ins Renngeschehen eingreifen und belegte nur Platz sieben. Positiv wurde die Leistung des 20-jährigen Wolfgang Scheler bewertet, der in seinem ersten Jahr im Männerbereich einen respektablen vierten Platz belegte, nur 11 Sekunden hinter Bronze.
Datum: Donnerstag, 5. Februar 1970
| Platz | Sportler           | Mannschaft                | Zeit (h) |
| ----- | ------------------ | ------------------------- | -------- |
| 1     | Gerhard Grimmer    | ASK Vorwärts Oberhof      | 1:37:24  |
| 2     | Axel Lesser        | ASK Vorwärts Oberhof      | 1:38:36  |
| 3     | Gerd Heßler        | SC Dynamo Klingenthal     | 1:40:34  |
| 4     | Wolfgang Scheler   | SC Motor Zella-Mehlis     | 1:40:45  |
| 5     | Rainer Groß        | SC Dynamo Klingenthal     | 1:41:10  |
| 6     | Joachim Kretschmar | SC Traktor Oberwiesenthal | 1:41:48  |

#### 50 km
Im 34-köpfigen Starterfeld ließ Gerhard Grimmer von Anfang an keine Zweifel an seinen Titelambitionen. Schon nach der Hälfte der Distanz hatte er rund eine dreiviertel Minute Vorsprung vor dem Titelverteidiger Gert-Dietmar Klause. Lediglich Grimmers Klubkamerad Axel Lesser sorgte noch für einige Spannung, da er auch nach drei Vierteln der Strecke nur 15 Sekunden hinter Grimmer lag.
Datum: Sonntag, 11. Januar 1970
| Platz | Sportler            | Mannschaft            | Zeit (h) |
| ----- | ------------------- | --------------------- | -------- |
| 1     | Gerhard Grimmer     | ASK Vorwärts Oberhof  | 2:17:42  |
| 2     | Axel Lesser         | ASK Vorwärts Oberhof  | 2:18:29  |
| 3     | Gert-Dietmar Klause | SC Dynamo Klingenthal | 2:20:46  |
| 4     | Eberhard Klessen    | ASK Vorwärts Oberhof  | 2:22:00  |
| 5     | Gerd Heßler         | SC Dynamo Klingenthal | 2:23:02  |
| 6     | Steffen Schulze     | SC Dynamo Klingenthal | 2:24:39  |
| 7     | Kowars              | SC Harz               | 2:25:00  |
| 8     | Günter Stützner     | SC Dynamo Klingenthal | 2:25:26  |
| 9     | Rainer Groß         | SC Dynamo Klingenthal | 2:26:23  |
| 10    | Wolf                | SC Dynamo Klingenthal | 2:26:52  |

#### 4 × 10-km-Staffel
Nach fünf sieglosen Jahren gelang dem ASK Oberhof wieder der Staffelsieg. Dabei lagen die Klingenthaler mit den Oberhofern nach dem ersten Wechsel noch gleichauf. Doch der Klingenthaler Steffen Schulze war als zweiter Läufer gegen den favorisierten Axel Lesser chancenlos und verlor über anderthalb Minuten. Gerhard Grimmer an dritter Position sorgte dann für die Entscheidung. Er vergrößerte den Vorsprung auf den Klingenthaler Meinel auf über fünf Minuten und konnte so beruhigt Schlussmann Wolfgang Hössrich auf die Schlussrunde schicken. Dieser hatte zwar mit Gert-Dietmar Klause den stärksten Klingenthaler als Kontrahent, aber mehr als knapp zwei Minuten konnte Klause auch nicht mehr vom Vorsprung abschmelzen. Der Staffelsieg war der 4. Meistertitel für Gerhard Grimmer im Jahr 1970. Zwei Silbermedaillen und eine Bronzemedaille bei der WM sollten noch folgen.
Datum: Sonntag, 8. Februar 1970
| Platz | Mannschaft                | Sportler                                                       | Zeit (h) |
| ----- | ------------------------- | -------------------------------------------------------------- | -------- |
| 1     | ASK Vorwärts Oberhof      | Eberhard Klessen Axel Lesser Gerhard Grimmer Wolfgang Hössrich | 2:35:44  |
| 2     | SC Dynamo Klingenthal I   | Gerd Heßler Steffen Schulze Dieter Meinel Gert-Dietmar Klause  | 2:39:16  |
| 3     | SC Dynamo Klingenthal II  | Rainer Groß Wolf Lehmann Günter Stützner                       | 2:40:14  |
| 4     | SC Harz                   |                                                                | 2:43:27  |
| 5     | SC Traktor Oberwiesenthal |                                                                | 2:44:33  |
| 6     | SC Motor Zella-Mehlis     |                                                                | 2:45:44  |

### Frauen

#### 5 km
Das Rennen über die Sprintstrecke bei den Frauen begeisterte mit einem knappen Ausgang. Mitfavoritin Anni Unger ging eine halbe Minute vor Titelverteidigerin Renate Fischer an den Start. Im Ziel ließ zunächst Karin Scheidel mit einer guten Zeit aufhorchen, die aber kurz danach von Anni Unger um knappe 3 Sekunden noch unterboten wurde. Kurz darauf kam Renate Fischer ins Ziel, die Unger noch acht Sekunden abnehmen konnte und so ihren Meistertitel über 5 km verteidigte. Im Endergebnis betrug der Abstand zwischen Platz 1 und 5 nicht mehr als eine halbe Minute. Dies gab den Trainern Hoffnung für eine starke WM-Staffel. Und dieser Optimismus wurde auch mit Staffelsilber in Štrbské Pleso belohnt.
Datum: Sonnabend, 7. Februar 1970
| Platz | Sportler       | Mannschaft                | Zeit (h) |  |
| ----- | -------------- | ------------------------- | -------- |  |
| 1     | Renate Fischer | SC Traktor Oberwiesenthal | 19:10    |  |
| 2     | Anna Unger     | SC Dynamo Klingenthal     | 19:18    |  |
| 3     | Karin Scheidel | SC Motor Zella-Mehlis     | 19:21    |  |
| 4     | Gabriele Haupt | SC Dynamo Klingenthal     | 19:25    |  |
| 5     | Christel Thiel | SC Dynamo Klingenthal     | 19:42    |  |
| 6     | Anita Lehmann  | SC Dynamo Klingenthal     | 20:03    |  |

#### 10 km
Im ersten Frauenwettbewerb setzte sich die Titelverteidigerin im Zweikampf mit Renate Fischer durch.
Datum: Donnerstag, 5. Februar 1970
| Platz | Sportler       | Mannschaft                | Zeit (h) |
| ----- | -------------- | ------------------------- | -------- |
| 1     | Anna Unger     | SC Dynamo Klingenthal     | 40:05    |
| 2     | Renate Fischer | SC Traktor Oberwiesenthal | 40:29    |
| 3     | Karin Scheidel | SC Motor Zella-Mehlis     | 40:54    |
| 4     | Gabriele Haupt | SC Dynamo Klingenthal     | 41:03    |
| 5     | Christel Thiel | SC Dynamo Klingenthal     | 41:31    |
| 6     | Margitta Rösch | SC Traktor Oberwiesenthal | 42:29    |

#### 3 × 5-km-Staffel
Auch bei den Frauen wurde die vierjährige Dominanz der Oberwiesenthaler Staffel durchbrochen. Allerdings begünstigten auch widrige Umstände den Erfolg. Renate Fischer brach ein Ski und in der Folge lief sie mit unterschiedlich gewachsten Brettern. So konnte seit 1965 erstmals wieder die Klingenthaler Staffel Gold gewinnen.
Datum: Sonntag, 8. Februar 1970
| Platz | Mannschaft                | Sportler                                        | Zeit (h) |
| ----- | ------------------------- | ----------------------------------------------- | -------- |
| 1     | SC Dynamo Klingenthal     | Gabriele Haupt Anna Unger Anita Lehmann         | 1:13:34  |
| 2     | SC Traktor Oberwiesenthal | Christine Philipp Renate Fischer Margitta Rösch | 1:15:35  |
| 3     | SC Motor Zella-Mehlis     | Karin Scheidel Altermann Herzog                 | 1:17:28  |
| 4     | SC Harz                   |                                                 | 1:21:35  |
| 5     | SC Dynamo Klingenthal II  |                                                 | 1:21:47  |
| 6     | SC Motor Zella-Mehlis II  |                                                 | 1:24:32  |

## Nordische Kombination
Schon nach dem Springen lag Lothar Düring vorn. Allerdings war sein Vorsprung von 4 Punkten auf Titelverteidiger Karl-Heinz Luck, die einer Zeit von 20 Sekunden entsprachen, nicht eben üppig, so dass die Experten Luck als neuen Titelträger voraussagten. Doch nach der halben Strecke hatte er ganze 4 Sekunden auf Düring gutgemacht. Am Ende gewann der Johanngeorgenstädter Düring in seiner letzten Wettkampfsaison seinen zweiten Meistertitel mit 34 Sekunden Vorsprung.
Datum: Sprunglauf Donnerstag, 5. Februar 1970; 15 km Sonnabend, 6. Februar 1970
| Platz | Sportler         | Mannschaft                   | Punkte |
| ----- | ---------------- | ---------------------------- | ------ |
| 1     | Lothar Düring    | SG Dynamo Johanngeorgenstadt | 403,5  |
| 2     | Karl-Heinz Luck  | SC Motor Zella-Mehlis        | 393,7  |
| 3     | Bernd Zimmermann | SC Dynamo Klingenthal        | 387,7  |
| 4     | Christoph Beyer  | SG Dynamo Johanngeorgenstadt | 366,6  |
| 5     | Joachim Groß     | SG Dynamo Johanngeorgenstadt | 366,4  |
| 6     | Ulrich Wehling   | SC Traktor Oberwiesenthal    | 366,0  |

## Skispringen

### Normalschanze
Auch im Wettbewerb von der Normalschanze, der auf der Oberhofer Thüringenschanze stattfand, war Großschanzenmeister Horst Queck von den restlichen 49 Teilnehmern nicht zu bezwingen. Und diesmal fiel der Vorsprung mit 17 Punkten noch deutlich höher aus. Vorjahresmeister Jürgen Dommerich zeigte mit Platz zwei, das sein überraschender Meistertitel vom Vorjahr keine Eintagsfliege war.
Datum: Sonnabend, 7. Februar 1970
| Platz | Sportler         | Mannschaft                | Punkte |
| ----- | ---------------- | ------------------------- | ------ |
| 1     | Horst Queck      | SC Motor Zella-Mehlis     | 234,3  |
| 2     | Jürgen Dommerich | SC Motor Zella-Mehlis     | 217,3  |
| 3     | Christian Kiehl  | SC Traktor Oberwiesenthal | 216,2  |
| 4     | Rainer Schmidt   | SC Motor Zella-Mehlis     | 215,7  |
| 5     | Heinz Wosipiwo   | SC Dynamo Klingenthal     | 212,9  |
| 6     | Thomas Weber     | ASK Vorwärts Brotterode   | 210,2  |

### Großschanze
Der überraschende Vierschanzentourneesieger und Titelverteidiger Horst Queck zeigte schon im Probelauf mit 99 m, dass er das Maß der Dinge sein sollte. Am Ende siegte der Zella-Mehliser mit 9,5 Punkten Vorsprung vor dem 21-jährigen Bernd Willomitzer aus Oberwiesenthal, für den der Vizemeistertitel den bis dahin größten Erfolg darstellte.
Datum: Freitag, 6. Februar 1970
| Platz | Sportler          | Mannschaft                | Punkte |
| ----- | ----------------- | ------------------------- | ------ |
| 1     | Horst Queck       | SC Motor Zella-Mehlis     | 240,0  |
| 2     | Bernd Willomitzer | SC Traktor Oberwiesenthal | 230,5  |
| 3     | Heinz Schmidt     | SC Motor Zella-Mehlis     | 225,5  |
| 4     | Jürgen Dommerich  | SC Motor Zella-Mehlis     | 224,0  |
| 5     | Thomas Weber      | ASK Vorwärts Brotterode   | 222,0  |
| 6     | Rainer Schmidt    | SC Motor Zella-Mehlis     | 221,5  |
| 7     | Bernd Eckstein    | SC Motor Zella-Mehlis     | 211,5  |
| 8     | Christian Kiehl   | SC Traktor Oberwiesenthal | 209,0  |
| 9     | Reinhard Trute    | ASK Vorwärts Brotterode   | 208,0  |
| 10    | Heinz Wosipiwo    | SC Dynamo Klingenthal     | 206,0  |

## Medaillenspiegel
Einzig und allein Gerhard Grimmer, der alle vier Meistertitel im Langlauf gewinnen konnte, sicherte dem ASK Oberhof die Vormachtstellung. Der SC Motor Zella-Mehlis mit Doppelmeister Horst Queck zehrte vor allem von den Leistungen der Springer und Kombinierer.
| Medaillenspiegel (nach allen 10 Wettbewerben) | Medaillenspiegel (nach allen 10 Wettbewerben) | Medaillenspiegel (nach allen 10 Wettbewerben) | Medaillenspiegel (nach allen 10 Wettbewerben) | Medaillenspiegel (nach allen 10 Wettbewerben) | Medaillenspiegel (nach allen 10 Wettbewerben) |
| Platz                                         | Mannschaft                                    | Gold                                          | Silber                                        | Bronze                                        | Gesamt                                        |
| --------------------------------------------- | --------------------------------------------- | --------------------------------------------- | --------------------------------------------- | --------------------------------------------- | --------------------------------------------- |
| 1                                             | ASK Vorwärts Oberhof                          | 4                                             | 2                                             | 1                                             | 7                                             |
| 2                                             | SC Dynamo Klingenthal                         | 2                                             | 3                                             | 4                                             | 9                                             |
| 3                                             | SC Motor Zella-Mehlis                         | 2                                             | 2                                             | 4                                             | 8                                             |
| 4                                             | SC Traktor Oberwiesenthal                     | 1                                             | 3                                             | 1                                             | 5                                             |
| 5                                             | SG Dynamo Johanngeorgenstadt                  | 1                                             | 0                                             | 0                                             | 1                                             |

## WM-Aufgebot
Im Anschluss an die Meisterschaften wurde das Mannschaftsaufgebot für die Nordischen Skiweltmeisterschaften bekanntgegeben. Die größten Überraschungen gab es dabei bei den Kombinierern, wo mit Hans Hartleb und Günther Deckert zwei Nachwuchskräfte nominiert wurden. Die DDR-Mannschaft errang 4 Medaillen, dreimal Silber und einmal Bronze, allesamt im Langlauf. Die zu Hoffnung Anlass gebenden Springer enttäuschten hingegen.
Spezialsprunglauf
- Horst Queck (SC Motor Zella-Mehlis)
- Rainer Schmidt (SC Motor Zella-Mehlis)
- Heinz Schmidt (SC Motor Zella-Mehlis)
- Jürgen Dommerich (SC Motor Zella-Mehlis)
- Christian Kiehl (SC Traktor Oberwiesenthal)
- Bernd Willomitzer (SC Traktor Oberwiesenthal)
- Heinz Wosipiwo (SC Dynamo Klingenthal)

Nordische Kombination
- Lothar Düring (SG Dynamo Johanngeorgenstadt)
- Günter Deckert (SC Dynamo Klingenthal)
- Hans Hartleb (SC Motor Zella-Mehlis)
- Karl-Heinz Luck (SC Motor Zella-Mehlis)

Langlauf
| Männer - Gerhard Grimmer (ASK Vorwärts Oberhof) - Axel Lesser (ASK Vorwärts Oberhof) - Gert-Dietmar Klause (SC Dynamo Klingenthal) - Gerd Heßler (SC Dynamo Klingenthal) | Frauen - Renate Fischer (SC Traktor Oberwiesenthal) - Anna Unger (SC Dynamo Klingenthal) - Gabriele Haupt (SC Dynamo Klingenthal) - Karin Scheidel (SC Motor Zella-Mehlis) |